# Luís de Sttau Monteiro
Luís de Sttau Monteiro, eigentlich Luís Infante de Lacerda Sttau Monteiro (* 3. April 1926 in Lissabon, Portugal; † 23. Juli 1993 ebendort) war ein portugiesischer Schriftsteller, Dramatiker, Journalist und Übersetzer.

## Leben und Wirken
Monteiro hatte auch spanische Vorfahren. Mit zehn Jahren kam er als Sohn des damaligen portugiesischen Botschafters in Großbritannien, Armindo Monteiro, nach London, wo er bis 1943 verblieb. Sein Vater war mehrfach Minister in Portugal gewesen.
Nach seiner Rückkehr nach Portugal studierte er Jura in Lissabon und arbeitete kurzzeitig als Rechtsanwalt. 1960 erschien sein erstes Theaterstück. 1963 bis 1967 lebte er erneut in London, diesmal im Exil, und heiratete dort eine Britin.
1961 wurde sein Theaterstück "Felizmente ha luar!" von der Salazar-Diktatur zensiert und verboten. Zur Aufführung kam es erst 1978, nach Ende der Diktatur (Nelkenrevolution 1974).
1962 kam er in Untersuchungshaft; 1967 wurde er aufgrund zweier regierungskritischer Theaterstücke festgenommen und für gut ein Jahr eingesperrt.
Dann kehrte er erneut nach Portugal zurück, wo er für diverse Zeitschriften und Magazine tätig war.
Unter dem Pseudonym Manuel Pedrosa schrieb er gastronomische Werke.
Außerdem war er als Übersetzer von Henrik Ibsen und Shakespeare tätig.
Der Roman Antiguista para o jantar wurde von RTP 1975 zu einer Serie verarbeitet.

## Werke (Auswahl)
- O homem não chora, 1960, Theaterstück
- Angustia para o jantar, 1961, Erzählungen
- A guerra santa, 1967, Theaterstück
- A estatua, 1967, Theaterstück
- A mão de Abraão Zacute, 1968, Theaterstück
- Agarra o verão, Guida, agarra o verão, 1971, Theaterstück

## Auszeichnung
- 1962: Grande Premio de Teatro da Associação Portuguesa de Escritores